# فرودگاه شربور - مانش
فرودگاه شِربور-مانش (به فرانسوی: Aéroport de Cherbourg - Manche) یک فرودگاه همگانی با کد یاتا CER است که یک باند فرود آسفالت دارد و طول باند آن ۲۴۴۰ متر است. این فرودگاه در شهر شربورگ-اکتوویل کشور فرانسه قرار دارد و در ارتفاع ۱۴۰ متری از سطح دریا واقع شده‌است.